# Тамара (балет)
«Тама́ра» (фр. Thamar) — одноактная «хореографическая драма» Михаила Фокина по либретто и в оформлении Льва Бакста на музыку симфонической поэмы Милия Балакирева «Тамара» (1882) по одноимённой балладе Михаила Лермонтова (1841). Балет был создан для «Русских сезонов» Сергея Дягилева. Премьера состоялась 20 мая 1912 года в Париже на сцене театра «Шатле», главные партии исполнили Тамара Карсавина и Адольф Больм.

## Симфоническая поэма
Первоначальный замысел поэмы возник у М. А. Балакирева под впечатлением его поездок на Кавказ в 1862 и 1863 годах. Основой стало стихотворение Лермонтова «Тамара» («В глубокой теснине Дарьяла…»), написанное им под впечатлением услышанной на Кавказе старинной грузинской легенды.
По воспоминаниям Н. А. Римского-Корсакова осенью 1866 года М. А. Балакирев «все чаще и чаще наигрывал темы для оркестровой фантазии „Тамара“». Тяжёлый кризис, поразивший композитора в начале 1870-х годов прервал работу — только в 1876 году Балакирев по настоянию сестры Глинки Л. Шестаковой вновь принялся за сочинение. Поэма была завершена в 1882 году и впервые прозвучала 7 (19) марта 1882 года в Санкт-Петербурге под управлением автора. Затем дважды исполнялась в Париже, в «Концертах Ламуре». В 1884 году была напечатана П. И. Юргенсоном.
В прологе симфонической поэмы звучит тема величественного кавказского пейзажа: мрачные звучания низких струнных на фоне непрерывного рокота литавр — в теснине Дарьяльского ущелья грозно рокочет Терек. Затем появляется любовный призыв царицы-обольстительницы Тамары — английский рожок, повторяемый гобоем, который приводит Путника в таинственный замок. Основная часть поэмы — Allegro moderato ma agitato — начинается страстным звучанием альтов; затем звучит музыка, построенная на ритмах восточных тюркско-иранских мелодий, которая переходит в сцену оргии, где звучат темы кавказских плясок. Полная страсти картина завершается эпилогом — Andante — с музыкой, аналогичной вступлению.

## Синопсис
Тамара, царица Грузии, заставляет казнить своих любовников после того, как они выполнили своё предназначение.

## История создания
Дягилев познакомился с Балакиревым, как и с несколькими другими представителями «Могучей кучки», в 1893 году. В 1907 году он включил партитуру поэмы в репертуар организованной им серии «Русских исторических концертов» в Париже, прошедшей в театре Гранд-Опера и привлёкшей внимание французского музыкального сообщества. Большинство произведений русской симфонической и оперной музыки, представленных в этих пяти концертах, впоследствии были перенесены Дягилевым на балетную сцену.
Постановка «Тамары» решалась в ориентальном ключе: экзотическая партитура Балакирева в соединении с эротичным либретто Бакста, его ярким оформлением и хореографией Фокина должны были повторить триумф «Шехеразады».

### Оформление

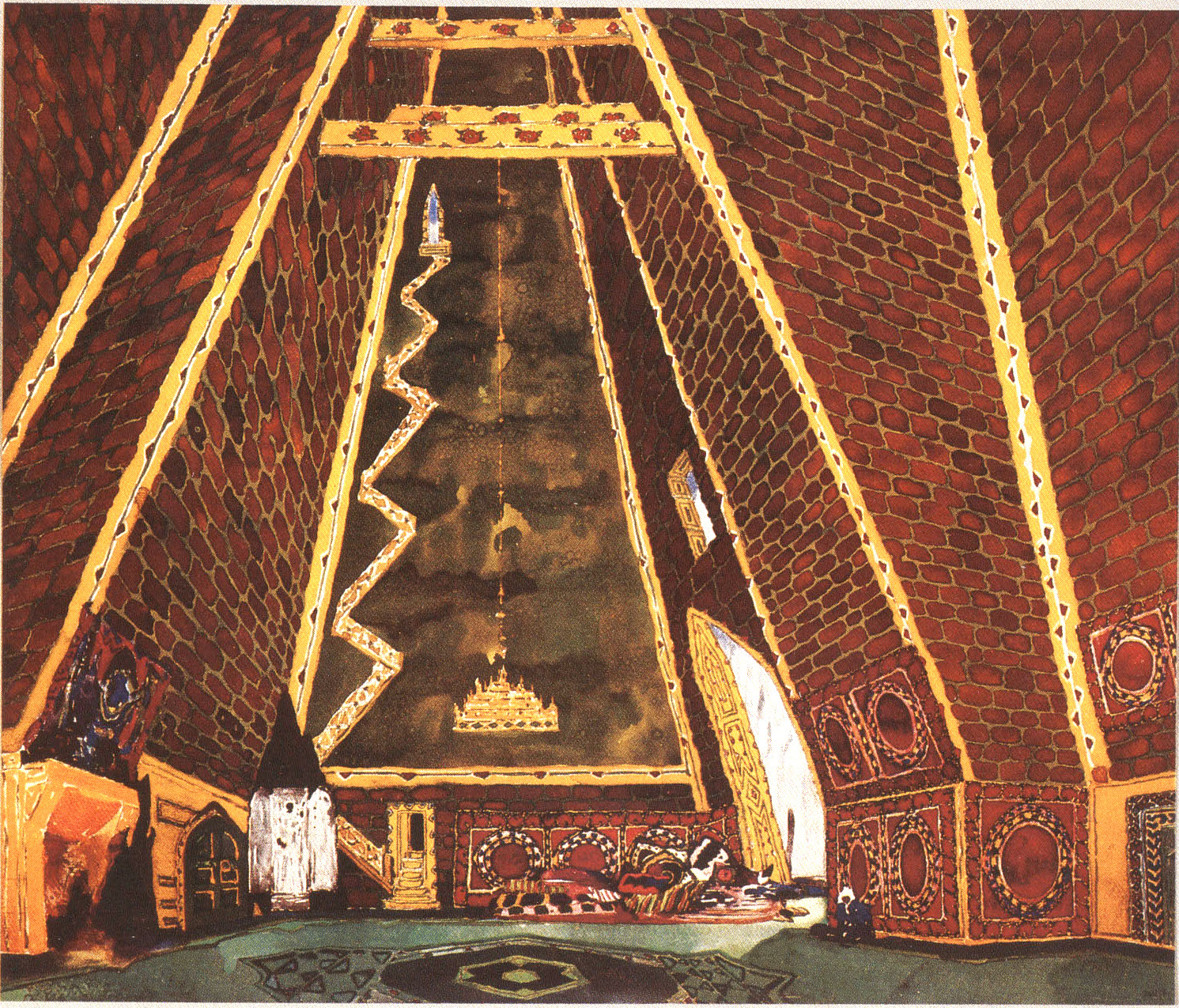
Лев Бакст. Эскиз декорации к балету «Тамара», 1912.

Художник очень серьёзно отнесся к своей работе и даже совершил путешествие на Кавказ. Цветовая гамма оформления варьировалась от розового до тёмно-красного и глубокого пурпурного. Кирпичная восьмигранная башня грозно поднималась к колосникам, создавая атмосферу загадки и тревоги. Отсвет заходящего солнца, попадающий на тёмно-синий пол, устланный зелёным ковром, устремлялся к высоким окнам, через которые были видны далёкие, покрытые снегом горы — такое дополнительное использование пейзажа за непосредственной площадкой действия было типичным приёмом Бакста.

### Хореография
Вместе с «Тамарой» для сезона 1912 года Фокин создал ещё два балета: «Голубой бог» (премьера состоялась 13 мая) и широкомасштабную постановку «Дафнис и Хлоя», которой он отдавал все свои силы — премьера состоялась 8 июня, в самом конце сезона, после окончания которого Фокин расстался с Дягилевым, вернувшись к нему ненадолго лишь в сезоне 1914 года, когда импресарио разорвал свои отношения с Нижинским.
Балет изобиловал хара́ктерными танцами, поэтому роль Путника была отдана ведущему характерному танцовщику труппы Адольфу Больму. Тамара Карсавина, будучи классической танцовщицей, исполняла свою партию в туфлях на каблучках, а не на пуантах. Ей удалось создать страстную, драматически насыщенную роль.

## Дальнейшие постановки
В 1918 году хореограф Александр Горский совместно с танцовщиком Лаврентием Новиковым представил собственную версию этого балета в Москве, на сцене театра «Аквариум». Премьера состоялась 6 августа 1918 года в исполнении артистов Большого театра, в роли Путника выступил Лаврентий Новиков, дирижёр Шмукловский.
В 1935 году Леонид Мясин[уточнить] возобновил хореографию Фокина в Лондоне, с танцовщиками труппы «Русского балета Монте-Карло».
В дальнейшем и хореография Фокина, и хореография Горского были утрачены.
В 2006 году балет был заново поставлен в Москве, на сцене Кремлёвского дворца съездов в рамках проекта Андриса Лиепа «Русские сезоны XXI века» хореографом Ю. Сморигинасом, сценография — Анны Нежной на основе Леона Бакста. Двадцатиминутная партитура М. А. Балакирева была дополнена музыкальными фрагментами из других его произведений. Было написано новое либретто, в котором появился дополнительный мотив об умершем муже Тамар — в результате героиня спектакля стала не просто жестокой убийцей, но страдающей вдовой, мстящей за смерть любимого мужа.